# Kondrobo
Kondrobo  è una città e sottoprefettura della Costa d'Avorio appartenente al dipartimento di Béoumi. Conta una popolazione di 10 197 abitanti (censimento 2014).